# Whitney (película)
Whitney es una película biográfica estadounidense para televisión dirigida por Angela Bassett basado en la fallecida cantante y actriz Whitney Houston y en su turbulento matrimonio con el artista R&B Bobby Brown que se estrenó en Lifetime el 17 de enero de 2015. La película, a diferencia de Aaliyah: The Princess of R&B recibió críticas calurosamente positivas de los críticos, sin embargo fue recibida con críticas por parte de la familia de Houston, en particular de su madre Cissy Houston y su hija Bobbi Kristina, quienes expresaron un interés en querer retratar a su difunta madre. Bassett y Houston fueron coestrellas en el clásico de 1995 Waiting to Exhale.
La película es protagonizada por Yaya DaCosta como Houston, Arlen Escarpeta como Brown y Yolonda Ross como la amiga de toda la vida de Houston y road manager Robyn Crawford. La película de televisión, una película de época, tiene lugar entre los años de 1989 a 1994, mientras que Houston estaba experimentando el éxito mundial de la banda sonora de El guardaespaldas.  El rodaje duró 20 días y fue principalmente filmada en las ciudades californianas de Los Ángeles y Santa Clarita en vez de ser filmada en Canadá.
La cantante R&B canadiense Deborah Cox interpreta todas las canciones de Houst en la película, incluyendo «I Will Always Love You», «I'm Your Baby Tonight», «I'm Every Woman», «Jesus Loves Me» y «Greatest Love of All». Además, el equipo de producción/composición The Jackie Boyz interpretaron las voces de Brown para «Every Little Step» en la escena de Soul Train Awards.

## Elenco
- Yaya DaCosta como Whitney Houston.
- Arlen Escarpeta como Bobby Brown.
- Yolonda Ross como Robyn Crawford.
- Suzzanne Douglas como Cissy Houston.
- Mark Rolston como Clive Davis.
- Wesley Jonathan como Babyface.
- Reign Morton como Eddie Murphy.
- Nafessa Williams como Kim.
- James A. Watson, Jr. como John Houston.
- Deborah Lacey como Dionne Warwick.
- Cornelius Smith Jr. como Michael Houston.
- Tongayi Chirisa como Gary Houston.
- Billy "Sly" Williams como Pastor Marvin Winans.
- Saundra McClain como Tía Bae.
- Deborah Joy Winans como CeCe Winans.
- Timothy Bowman Jr. como BeBe Winans.
- Hampton Fluker como Steve.